# Anticline Creek Falls
Die Anticline Creek Falls sind ein Wasserfall in der Region Hawke’s Bay auf der Nordinsel Neuseelands. Am nördlichen Ende der Maungaharuru Range liegt er im Lauf des Anticline Creek, der einige hundert Meter hinter dem Wasserfall in nördlicher Fließrichtung in den Mohaka River mündet. Seine Fallhöhe beträgt 54 Meter.